# Pa-An
Pa-An (birmano: ဘားအံမ္ရုိ့; MLCTS: BHA:am mrui.), anche chiamata Hpa-An, è una città della Birmania (o Myanmar). È la capitale amministrativa dello stato Karen (o stato Kayin). Secondo le stime del censimento del 2014 la popolazione era di 421 525 abitanti.
È situata sulla sponda sinistra del fiume Salween, non molto distante dalla sua foce nel golfo di Martaban.